# سويقة المدينة
سويقة المدينة : سويقة الثائرة : تصغير ساق، بضم السين المهملة، وفتح الواو، وسكون الياء، وفتح القاف، والعامة ينطقونها : بالكسر، موضع إلى الغرب من المدينة على نحو خمسين كيلاً. وهي عين عذبة كان بها منازل، كثيرة الماء والنخل، وهي الآن جافة خربة، من أودية الأشعر, وعلى نحو كيلو ونصف من السيّآلة، ناحية اليمين على طريق مكة القديم، بين الفريش والروحاء، اسفل حزرة.

## الموقع
الموقع المندثر لسويقة معروف وتم تحديده وهي تقع في الشمال الغربي للفريش ويبعد عنها قرابة 9 كيلومترات.

## سكنها
هي منازل آل الحسن بن الحسن بن علي بن أبي طالب ، توارى فيها عبد الله و إبراهيم و الحسن بنو الحسن بن الحسن، وخرج منها محمد النفس الزكية، وأخيه إبراهيم، خربها المنصور بعد خروج النفس الزكية وأخيه، وكان ذلك في سنة 145هـ, ثم عمّرها موسى الجون ومات فيها، وفي سنة 240هـ خرج منها محمد الشاعر بن صالح العلوي, فأرسل إليه المتوكل العباسي جيشه، وخرّبها وعقر نخلها، وما أفلحت بعدها إلى اليوم.
وهي غير سويقة ينبع.

## سويقة قديما
عين سويقة وقريتها تسمى سويقة الهاشمين وهي المشهورة وكذلك تسمى سويقة الطالبيين (نسبة الي من سكنها من أبناء علي بن أبي طالب)، نشأ فيها أولاد عبد الله بن الحسن وكانت واحة غناء بنخيلها واشجارها الخضراء الوارفة أخربها العباسيون مرارا في عام 145هـ لثورة محمد النفس الزكية، وأخيه إبراهيم فقد روي عن إبراهيم هذا قال: خرجت ليلة بعد العشاء فاذا نسوة قد خرجن من بيوت سويقة فقلت وا الله لاتبعهن واعرف ماشأن خروجهن قال فسمعت احداهن تقول قد خربت سويقة فقلت من أنتم؟ فلم يجبني حتى صعدن الجبل، قال: فعرفت أنهن لسن من أهلها، ثم خربت عام 244هـ في ثورة محمد بن صالح العلوي فلله الامر من قبل ومن بعد .

## سويقة الثائرة
خرجت من عدة ثورات أهمها:

### خروجمحمد النفس الزكيةعلىبني العباس
ولما بويع لبني العباس، اختفى محمد الملقب بمحمد النفس الزكية وأخوه إبراهيم مدة خلافة أبي العباس السفاح، فلما صارت الخلافة إلى أبي جعفر المنصور خاف محمد النفس الزكية وأخوه إبراهيم منه خوفا شديدا، وذلك لأنه توهم منهما أن يخرجا عليه، والذي خاف منه وقع فيه، ولما خافاه منه هربا، فصارا إلى اليمن، ثم سارا إلى الهند، ثم تحولا إلى المدينة فاختفيا بها. ثم خرجا عليه من سويقة المدينة (سويقة الثائرة)، وجد المنصور في طلبهما، فخرج أخوه إبراهيم إلى البصرة، وقتل اما محمد النفس الزكية، فخرج بالمدينة فندب لحربه المنصور ابن عمه عيسى بن موسى بن محمد العباسي، فأقبل عيسى حتى أناخ على المدينة، وكتب إلى كبراء اهلها يستميلهم ويمنيهم، فتفرق عن النفس الزكيه الكثير وبقى معه القليل، وكان الإمامان أبو حنيفة النعمان و مالك بن أنس من انصاره.

### خروجمحمد بن صالح العلويعلىالمتوكل
خرج محمد بن صالح بن عبد الله بن موسى بن عبد الله بن الحسن بن الحسن بن علي الهاشمي القرشي بسويقة المدينة سنة 240هـ، فأرسل إليه الخليفة العباسي لمتوكل جيشا يقوده أبو الساج فلما وصلوا إليه أعطوه الامان فطرح سلاحه ونزل إليهم فقيدوه وخربوا سويقة المدينة وعقروا نخلها، وحملوه إلى سامراء وسجن ثلاث سنين ثم مدح المتوكل فأمر بإطلاقه فعاش فيها حتى مات.
- ذكر ياقوت: أن سويقة موضع قرب المدينة يسكنه آل علي بن أبي طالب رضي الله عنه وكان محمد ابن صالح بن عبد الله بن موسى بن عبد الله بن حسن بن الحسن بن علي بن أبي طالب رضي الله عنه قد خرج على المتوكل فأنفذ إليه أبا الساج في جيش ضخم فظفر به وبجماعة من أهله فأخذهم وقيدهم وقتل بعضهم وأخرب سويقة وهي منزل بني الحسن وكان من جملة صدقات علي بن أبي طالب رضي الله عنه وعقر بها نخلا كثيرا وخرب منازلهم وحمل محمد بن صالح إلى سامراء وما أظن سويقة بعذ ذلك أفلحت.
- ذكر أبو الفرج الأصفهاني: كان محمد بن صالح بن عبد الله بن موسى خرج بسويقة واجتمع له، وحج بالناس أبو الساج فقصده، وخاف عمه موسى بن عبد الله بن موسى أبا الساج على نفسه وولده وأهله، فضمن لأبي الساج تسليمه، وتوثق له بالايمان والأمان، وجاء عمه إليه فأعمله ذلك وأقسم عليه ليلقين سلاحه، ففعل، وخرج إلى أبي الساج فقيده وحمله إلى سر من رأى مع جماعة من أهله، فلم يزل محبوسا بها ثلاث سنين ثم أطلق وأقام بها إلى أن مات، وكان سبب منيته أنه جدر فمات في الجدري.[2]

قال: وهو الذي يقول في الحبس:

## تخريب سويقة
خربت سويقة مرتان:
1. في سنة 145هـ، بعد ثورة محمد النفس الزكية ومقتله في المدينة. ثم عمّرها موسى الجون الذي عاش إلى عهد هارون الرشيد ومات وقبر في سويقة المدينة سنة 180هـ.
2. في سنة 240هـ، بعد خروج محمد بن صالح العلوي على الخليفة العباسي المتوكل

## ماذكره المؤرخون

### أبو عبيد البكري
قال البکری الاندلسی:
و في رسم الأشعر (جبل الفقرة)، و هي على مقربة من المدينة، و بها كانت منازل بنى حسن بن حسن بن علىّ.
و حدّث يموت بن المزرّع، عن ابن الملّاح، عن أبيه، عن إسماعيل ابن جعفر بن إبراهيم، عن موسى بن عبد اللّه بن حسن، قال: خرجت من منالنا بسويقة جنح و ليل، و ذلك قبل خروج محمّد أخى، فإذا أنا بنسوة توهّمت أنّهنّ خرجن من دارنا، فأدركتنى الغيرة، فاتّبعتهنّ لأنظر حيث يردن، حتّى إذا كان بطرف الجمير، التفتت إحداهنّ و هي تقول:
فقلت لهنّ: أمن الإنس أنتنّ فلم يراجعننى. فخرج محمّد بعد هذا، فقتل و خرّبت ديارنا.
و بالإسناد عن إسماعيل، قال: لقينى موسى بن عبد اللّه، فقال لى: هلمّ حتّى أريك ما صنع بنا بسويقة، فانطلقت معه، فإذا بنخلها قد عضد من آخره، و مصانعها قد خرّبت، فخنقتنى العبرة. فقال: إليك، فنحن واللّه كما قال دريد بن الصّمّة:
و قال سعيد بن عقبة: نزلت ببطحاء سويقة، فاستوحشت لخرابها، إلى أن خرجت ضبع من دار عبد اللّه بن حسن، فقلت:
- و قال الفرزدق:

- و قال دريد بن الصّمّة:

### الزمخشري
قال الزمخشری:
ماء، قالت جمل:
قال الزمخشری ایضاً:
موضع، ويقال جو سويقه.

### ياقوت الحموي
قال یاقوت الحموی: 
وهي مواضع كثيره في البلاد، وهي تصغير ساق، وهي قاره مستطيله تشبّه بساق الإنسان، ففي بلاد العرب:
- سويقه: موضع قرب المدينة يسكنه آل عليّ بن أبي طالب، رضي الله عنه، وكان محمد ابن صالح بن عبد الله بن موسى بن عبد الله بن حسن بن حسين بن عليّ بن أبي طالب، رضي الله عنه، قد خرج على المتوكل فأنفذ إليه أبا الساج في جيش ضخم فظفر به وبجماعه من أهله فأخذهم وقيدهم وقتل بعضهم وأخرب سويقه، وهي منزل بني الحسن وكان من جمله صدقات علي بن أبي طالب، رضي الله عنه، وعقر بها نخلا كثيرا وخرّب منازلهم وحمل محمد بن صالح إلى سامرّاء، وما أظن سويقه بعد ذلك أفلحت، وقال نصيب:

وقال أبو زياد: سويقه هضبه طويله بالحمى حمى ضريه ببطن الرّيّان، وإياها عنى ذو الرّمّه بقوله:
وقال أبو زياد في موضع من كتابه: وممّا يسمّى من الجبال في بلاد بني جعفر سويقه وهي هضبه طويله مصعلكه، والمصعلكه: الدقيقة، قال: ولا يعرف بنجد جبل أطول منها في السماء، وقد كانت بكر
ابن وائل وتغلب اقتتلوا عندها واستداروا بها، وقال في ذلك مهلهل:
قال: وسويقه ببطن واد يقال له الريّان يجيء من قبل مهبّ الجنوب ويذهب نحو مهبّ الشمال، وهو الذي ذكره لبيد فقال:
وقال ابن السكّيت في قول كثيّر:
قال: سويقه جبل بين ينبع و المدينة، قال: وسويقه أيضا قريب من السيّآلة، قال ابن هرمة:
وقال الأديبي: وأما جوّ سويقه فموضع آخر، قال الحفصي: جو سويقه من أجويه الصمّان وبه ركيه واحده، قالت تماضر بنت مسعود وكانت قد تزوّجت في مصر من الأمصار فحنّت إلى وطنها فقالت:
وقالت أيضا:
وقال الغطمّش الضبي:
- قال یاقوت الحموی ایضاً:، (جوّ سويْقه) ذكر في سويقه.

### عبد المومن البغدادی
قال عبد المومن البغدادی:
سويقه: مواضع كثيرة في البلاد، و هي تصغير ساق، و هي قارة مستطيلة تشبّه بساق الإنسان.
ففى بلاد العرب:
- سويقة: موضع قرب المدينة، يسكنه آل علي بن أبي طالب رضى اللّه عنه.
- وسويقة: هضبة طويلة بالحمى حمى ضرية (حمى ضرية الموضع الذي اختاره عمر بن الخطاب حمىً لإبل الدولة الإسلامية [1] ) ببطن الريّان.
- و سويقة: في بلاد بنى جعفر بن كلاب، هضبة طويلة مصعلكة؛ و المصعلكة الدقيقة، و لا يعرف بنجد جبل أطول منها في السماء، و كان إلى جانبها يوم للعرب.
- و سويقة: جبل بين ينبع و المدينة. و قيل: و سويقة أيضا قريب من السيّآلة.
- و جوّ سويقة: موضع آخر. قيل: هو من أجوية الصمّان، و به ركية واحدة .[6]

### الحمیری
قال الحمیری:
بالتصغير، موضع بشق اليمامة.
و سويقة أيضا بمقربة من المدينة بها كانت منازل حسن بن حسن بن علي رضي اللّه عنهم، قال موسى بن عبد اللّه بن حسن:
خرجت من منازلنا بسويقة جنح ليل، و ذلك قبل خروج محمد أخي، فإذا أنا بنسوة توهمت انهن خرجن من ديارنا فأدركتني غيرة عليهن، فاتبعتهن لأنظر أين يردن، حتى إذا كن بطرف الحفير التفتت إلي إحداهن و هي تقول:
فقلت لهن: أمن الإنس أنتن، فلم يراجعنني، فخرج محمد هذا فقتل و خربت ديارنا.
و قال إسماعيل : لقيني موسى بن عبد اللّه فقال لي: هلم حتى أريك ما صنع بنا بسويقة، فانطلقت معه، فإذا نخلها قد عضد عن آخره، و ديارها و مصانعها قد خربت فخنقتني العبرة، فقال:
اليك فنحن و اللّه كما قال دريد بن الصمة:
و قال سعيد بن عقبة: نزلت ببطحاء سويقة فاستوحشت لخرابها إلى أن خرجت ضبع من دار عبد اللّه بن حسن فقلت: